# Cottus spinulosus
Cottus spinulosus är en fiskart som beskrevs av Kessler 1872. Cottus spinulosus ingår i släktet Cottus och familjen simpor. Inga underarter finns listade i Catalogue of Life.